# Operationskommando Nord

Die Karte von dem Operationskommando Nord in dunkelgrün dargestellt.

Das Operationskommando Nord (ukrainisch Оперативне командування «Північ») ist ein Militärkommando der Landstreitkräfte der Streitkräfte der Ukraine im Norden des Landes auf dem Gebiet von sechs Oblasten und der Stadt Kiew. Der Stab befindet sich in der Stadt Tschernihiw.
Verantwortungsgebiet: Oblaste Schytomyr, Kiew, Poltawa, Sumy, Tschernihiw, Tscherkassy und die Stadt Kiew.

## Militärverbände
Dem Operationskommando Nord sind folgende Verbände unterstellt:
- 1. Selbständige Panzerbrigade
- 1. Selbständige Spezialbrigade
- 5. Selbständige Sturmbrigade
- 30. Selbständige mechanisierte Brigade
- 58. Selbständige motorisierte Infanteriebrigade
- 61. Selbständige mechanisierte Brigade
- 72. Selbständige mechanisierte Brigade
- 26. Selbständige Artilleriebrigade
- 115. Selbständige mechanisierte Brigade
- 1029. Flugabwehrraketenregiment
- 12. Selbständiges Panzerbataillon
- 54. Selbständiges Spähbataillon
- 45. Selbständiges Schützenbataillon